# عدنان الطلیانی
عدنان الطلیانی (عربی: عدنان الطلياني؛ زاده ۳۰ اکتبر ۱۹۶۴) یک بازیکن فوتبال اهل امارات متحده عربی است.
وی همچنین در تیم ملی فوتبال امارات متحده عربی بازی کرده‌است.